# Fredi Lerch
Alfred «Fredi» Lerch (* 10 de abril de 1954 en Roggwil; ciudadanía de Wynigen) es un periodista y publicista suizo.

## Biografía
Lerch es profesor de enseñanza fundamental y profesor de música diplomado. De 1982 hasta 2001 fue redactor en la revista suiza de izquierda Die Wochenzeitung (WOZ). En 1998 ganó el Premio de Periodismo de Zúrich. De 2001 la 2006 fue miembro de la comisión literaria de la ciudad de Berna. Desde 2002, Lerch es periodista libre y miembro de la asesoría de prensa «puncto» en Berna. Lerch publicó de 2006 la 2008 junto con Erwin Marti una edición completa de las obras de Carl Albert Loosli.